# Club Atlético Pantoja
Club Atlético Pantoja is een Dominicaanse voetbalclub uit Santo Domingo, uitkomend in de Liga Dominicana de Fútbol. De club werd opgericht in 2000. Atlético Pantoja won in 2018 en 2020 het CFU Club Championship.

## Erelijst
Nationaal
- Liga Dominicana de Fútbol: 2015, Apertura 2019, Gran Final 2019
- Liga Mayor Coca-Cola: 2005, 2009, 2012
- Campeonato Nacional: 2001, 2003

Internationaal
- CFU Club Championship: 2018, 2020